# Classic Loire-Atlantique 2011
De Classic Loire-Atlantique 2011 werd gereden op zaterdag 19 maart en maakte deel uit van de UCI Europe Tour 2011. De wedstrijd ging over 184 kilometer en werd gewonnen door Lieuwe Westra. Het was de twaalfde editie van deze Franse eendaagse wielerwedstrijd.

## Uitslag
| Classic Loire-Atlantique 2011 |                   |                         |          |
| Plaats                        | Naam              | Ploeg                   | Tijd     |
| Winnaar                       | Lieuwe Westra     | Vacansoleil-DCM         | 4u31'45" |
| 2                             | Bert Scheirlinckx | Landbouwkrediet         | + 2"     |
| 3                             | Yohan Cauquil     | La Pomme Marseille      | + 9"     |
| 4                             | Toms Skujiņš      | La Pomme Marseille      | + 16"    |
| 5                             | Sergej Lagoetin   | Vacansoleil-DCM         | + 22"    |
| 6                             | Anthony Geslin    | Française des Jeux      | z.t.     |
| 7                             | Frédéric Amorison | Landbouwkrediet         | z.t.     |
| 8                             | Laurent Mangel    | Saur-Sojasun            | z.t.     |
| 9                             | Arnaud van Groen  | Verandas Willems-Accent | z.t.     |
| 10                            | Thomas Voeckler   | Team Europcar           | z.t.     |

2000 · 2001 · 2002 · 2003 · 2004 · 2005 · 2006 · 2007 · 2008 · 2009 · 2010 · 2011 · 2012 · 2013 · 2014 · 2015 · 2016 · 2017 · 2018 · 2019 · 2020 · 2021 · 2022 · 2023 · 2024